# Otto Lacmann
Otto Lacmann (* 14. September 1887 in Colmar; † 6. Mai 1961 in Charlottenburg) war ein deutscher Geodät und hatte die erste Professur für Photogrammetrie und Kartenkunde in Deutschland inne, die 1930 an der Technischen Hochschule Berlin eingerichtet wurde.

## Leben
Lacmann studierte an den Technischen Hochschulen in München und Berlin im Fach Bauingenieurwesen mit abschließendem Diplomexamen. Als wissenschaftlicher Mitarbeiter führte er von 1913 bis 1919 photogrammetrische Messungen an der Preußischen Versuchsanstalt für Wasserbau und Schiffbau in Berlin durch.
Zum Thema „Die Herstellung gezeichneter Rechentafeln. Ein Lehrbuch der Nomographie“ promovierte er 1921 an der Technischen Hochschule Stuttgart. Mit Haaken Christensen hatte er in Oslo eine Vermessungsfirma gegründet, die aber aufgrund der nachlassenden Bautätigkeit keinen Bestand hatte. Deswegen ging er 1924 nach Moskau, um dort als Instruktor für Photogrammetrie in der Roten Armee zu arbeiten.
Der Aufschwung der Photogrammetrie in Deutschland veranlasste ihn 1927, zurück nach Berlin zu kommen und 1929 über die Bildmessung im Lehrgebiet Photogrammetrie zu habilitieren. Seit 1930 war er Inhaber des neu gegründeten Lehrstuhls für Photogrammetrie und Kartenkunde an der Technischen Hochschule Berlin. Diese Professur war von der Deutschen Versuchsanstalt für Luftfahrt gestiftet worden. Er war bis 1935 Leiter der Abteilung für Luftbildmessung und Navigation an der Deutschen Versuchsanstalt für Luftfahrt, wo er den Prototyp eines Orthoprojektors aufbaute. 1936 musste er die Doppelrolle als Stiftungsprofessor aufgeben und war seitdem bis 1945 Hochschullehrer mit einem eigenen Institut für Photogrammetrie. Mit der Gründung der Technischen Universität Berlin wurde er auf den Lehrstuhl für Photogrammetrie und Kartenkunde berufen. 1954 wurde er emeritiert.

## Otto Lacmann Stiftung
Im Jahr 1987 wurde zum 100. Geburtstag die Otto Lacmann Stiftung an der Technischen Universität Berlin eingerichtet. Sie dient zur Unterstützung von Studierenden in den Gebieten der Photogrammetrie, Fernerkundung und Kartographie.